# Okręg Strasbourg-Ville
Okręg Strasbourg-Ville (fr. Arrondissement de Strasbourg-Ville) – okręg we wschodniej Francji. Populacja wynosiła 264 tysiące. 1 stycznia 2015 roku został zlikwidowany i włączony do nowego, większego okręgu okręgu Strasburg.

## Podział administracyjny
W skład okręgu wchodzą następujące kantony:
- Strasbourg-1,
- Strasbourg-2,
- Strasbourg-3,
- Strasbourg-4,
- Strasbourg-5,
- Strasbourg-6,
- Strasbourg-7,
- Strasbourg-8,
- Strasbourg-9,
- Strasbourg-10.